# Порнеф (Квебек)
Порнеф (фр. Portneuf) је град у Канади у покрајини Квебек. Према резултатима пописа 2011. у граду је живело 3.107 становника.

## Становништво
Према резултатима пописа становништва из 2011. у граду је живело 3.107 становника, што је за 0,7% више у односу на попис из 2006. када је регистровано 3.086 житеља.
| 2006. | 2011. |
| ----- | ----- |
| 3.086 | 3.107 |